# Bageriet i kvarteret Baggen
Bageriet i kvarteret Baggen är en byggnad i kvarteret Baggen vid Västerlånggatan 7 i Mariestad. Byggnaden, som uppfördes omkring år 1700, är byggnadsminne sedan den 11 september 1968. , Brodderud Baggen AB är ägaren 2021.  

## Beskrivning
Byggnadsminnet omfattar hela fastigheten Baggen 5 (före detta nr 2) men skyddet avser huset mot Västerlånggatan. Det är ett väl bevarat, karolinskt borgarhus i två våningar under ett högt valmtak. Huset är troligen uppfört på gammal grund några år efter den stora branden 1693. Den panelklädda fasaden är gulmålad mot gatan, medan gårdsfasaden är rödfärgad. Ytterdörren är från gustaviansk tid. Bottenvåningens förstuga, som sträcker sig över byggnadens hela bredd, har golv av stora kalkstensplattor. Huset inrymde bland annat en bageriaffär, som funnits där sedan 1850-talet fram till 1970-talet.
Gården väster om detta hus är belagd med kullersten på 1980-talet. Putsade tegelmurar skiljer tomten från de angränsande. Gårdens södra del är bebyggd med ett tegelhus i två våningar som ska ha inrymt ett bageri, mot norr finns ett rödfärgat uthus av trä med flera förrådsutrymmen på rad. Mot Hamngatan står ett bostadshus i två våningar, troligen byggt före mitten av 1800-talet.